# Casa Josep Arias
La Casa Josep Arias és un edifici del centre de Terrassa (Vallès Occidental) situat vora la placeta de la Creu Gran, protegit com a bé cultural d'interès local.

## Descripció
És un habitatge unifamiliar entre mitgeres, adaptat a la morfologia del carrer de la Creu Gran, que en aquest punt s'eixampla, i que fa cantonada amb la placeta homònima. Es tracta d'un edifici de planta rectangular, format per planta baixa i dos pisos. La planta baixa i el primer pis es troben separats per una línia d'imposta, que segueix el perfil dels balcons. Cal remarcar la decoració de les obertures, amb motllures d'inspiració gòtica. El coronament de l'edifici és una barana de terrat.

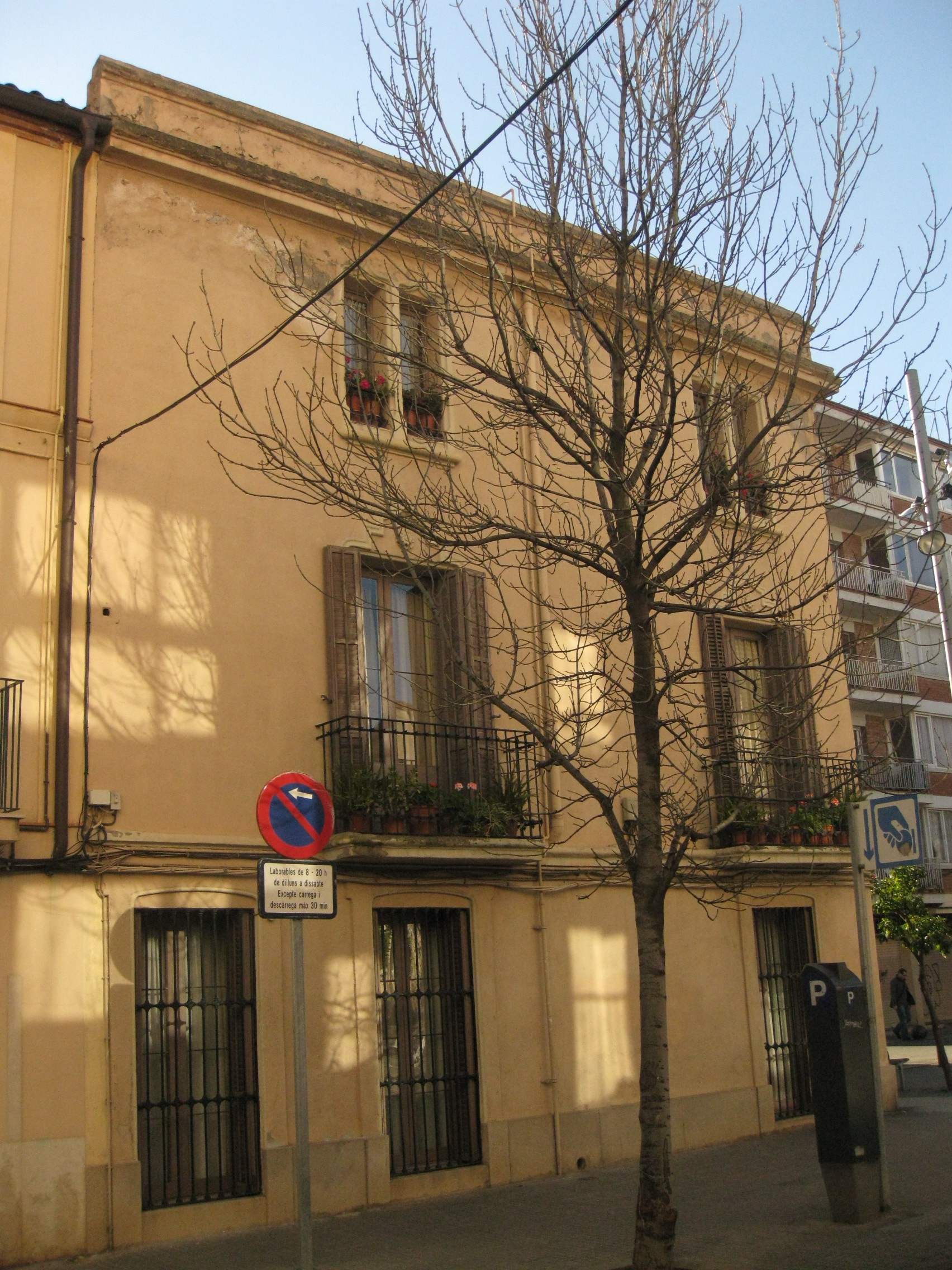
Detall de la façana que dona al carrer de la Creu Gran

## Història
La Casa Josep Arias –anteriorment anomenada també Casa Corbera i Casa Josep Salas pel nom dels seus propietaris precedents– va ser bastida l'any 1835. L'any 1903 s'hi va realitzar una obra de reforma, l'autor de la qual és l'arquitecte Lluís Muncunill i Parellada.